# الکساندر پاولوف (کشتی‌گیر)
الکساندر پاولوف (انگلیسی: Aleksandr Pavlov؛ زادهٔ ۹ ژوئیهٔ ۱۹۷۳) کشتی‌گیر اهل بلاروس است.